# Zhoukou
Zhoukou (en chino, 周口; pinyin, Zhōukǒu; Wade-Giles, chou k’ou; transcripción antigua, Chowkow) es una ciudad-prefectura en la provincia de Henan, en la República Popular China. Situada en las riberas del río Ying (颖河), el mayor tributario del Huai, limita con Kaifeng al norte, Zhumadian al sur, y Luohe al oeste, y la provincia de Anhui al este. Su área es de 11 961 km² y su población total para 2020 superó los 9 millones de habitantes. 
En el 2010 una encuesta de la CCTV posesionó a Henan en 2009 entre las diez provincias más felices de China, mientras que la ciudad de Zhoukou ocupó el primer lugar de la provincia.

## Administración
La ciudad prefectura de Zhoukou se divide en 10 localidades que se administran en 1 distrito urbano, 1 ciudad suburbana y 8 condados rurales.
- Distrito Chuanhui (川汇区)
- Ciudad Xiangcheng (项 城市)
- Condado Huaiyang (淮阳 县)
- Condado Shenqiu (沉 丘 县)
- Condado Dancheng (郸城县)
- Condado Luyi (鹿邑 县)
- Condado Taikang (太康县)
- Condado Fugou (扶沟县)
- Condado Xihua (西华县)
- Condado Shangshui (商水县)

## Toponimia
El topónimo Zhoukou se compone de los sinogramas Zhou (nombre propio) y Kou (abertura).
Originalmente, "Zhoukou" era un embarcadero (渡口 Do Kou) gestionado por la familia Zhou (周家), por lo que se llamó "Zhoujiakou" (周家口, "Embarcadero de la Familia Zhou"). Con el tiempo, el nombre fue contraido a "Zhoukou" (周口).
La ciudad está en la confluencia de los ríos Ying y Sha, lo que la convirtió en un centro clave de transporte fluvial desde la antigüedad. El embarcadero de la familia Zhou fue el núcleo original alrededor del cual creció la ciudad, aprovechando las rutas comerciales acuáticas.

## Historia
Durante miles de años, Chen (ahora en Huaiyang) había sido el centro de esta zona y la ciudad era conocida en todo el país. El sitio de la antigua ciudad fundada en Pingliangtai (cerca de Huaiyang) es de más de 4600 años, y es una de las ciudades más antiguas de China. Según la leyenda, Fuxi, el primero de los Tres Reyes de la antigua China, murió en esta ciudad. Durante el Período de Primaveras y Otoños, Chen fue la capital del estado homónimo y luego sacada por Chu.Por lo tanto, el área se aludía normalmente como "Chen Chu" en el tiempo antiguo. Los líderes del primer levantamiento campesino chino estableció el gobierno a Chen.
El nombre de la ciudad "Zhoukou" es la abreviatura de "Zhoujiakou", que literalmente significa "balsa de Zhou". Ubicado en la intersección del río Jialu y el río Shaying tributarios del Rio amarillo, que comenzó a desarrollarse como un puerto al sistema interior de transporte de agua al comienzo de la Dinastía Ming.
A finales del siglo XVIII, dos ciudades a lo largo de los ríos se fusionaron en una gran ciudad con varias decenas de miles de habitantes. Desde el puerto, podrían ser enviados al sur del Río Yangtze al norte o al río Amarillo. Sin embargo, después de "Mar de prohibición" (ley sobre la prohibición de actividades marítimas, durante la dinastía Ming y otra en la Dinastía Qing) fue cancelado, y el transporte marítimo empezó a desempeñar un papel importante en el comercio entre Jiangnan y norte de China.
La aparición del ferrocarril y de carreteras modernas a la cabeza del siglo XX desplazo el viaje por el canal. Por último, en 1970, una presa fue construida en el río Shaying, que bloquea la vía acuática.
En el año 2000 el gobierno de la ciudad-prefectura se fundó y la antigua ciudad-condado junto a su área sub-urbana se convirtió en el distrito Chuanhui (川汇区).
Desde 2011 el condado Luyi (鹿邑 县) ha participado de un proyecto piloto llamado condado de gobierno provincial en el que la ciudad-condado pertenezca a la provincia gozando de algunos beneficios económicos y financieros, sin embargo Zhoukou aún administra el condado.

## Economía
Zhoukóu es un importante productor agrícola en la provincia de Henan. Su economía se basa principalmente en el comercio de productos agrícolas, como granos, algodón, aceite, carne y tabaco. En particular, Zhoukou es famosa por la piel de cabra Huai, una raza autóctona de la cabra.
Zonas de desarrollo
Las zonas de desarrollo que permiten la inversión extrajera son:
- Distrito este ciudad Zhoukou.
- Zonas económica Zhoukou

## Clima
Zhoukou tiene un clima templado influenciado por el clima monzónico semi-húmedo con poco frío en el invierno y mucho calor y lluvia en el verano. Enero con 1,8 °C es el mes más frío, por el contrario en julio llega a 27.3 °C con una media anual de 15.0 °C. El período con nieve es de 146 días y días soleados son de 219.
| Parámetros climáticos promedio de Zhoukou | Parámetros climáticos promedio de Zhoukou | Parámetros climáticos promedio de Zhoukou | Parámetros climáticos promedio de Zhoukou | Parámetros climáticos promedio de Zhoukou | Parámetros climáticos promedio de Zhoukou | Parámetros climáticos promedio de Zhoukou | Parámetros climáticos promedio de Zhoukou | Parámetros climáticos promedio de Zhoukou | Parámetros climáticos promedio de Zhoukou | Parámetros climáticos promedio de Zhoukou | Parámetros climáticos promedio de Zhoukou | Parámetros climáticos promedio de Zhoukou | Parámetros climáticos promedio de Zhoukou |
| Mes                                       | Ene.                                      | Feb.                                      | Mar.                                      | Abr.                                      | May.                                      | Jun.                                      | Jul.                                      | Ago.                                      | Sep.                                      | Oct.                                      | Nov.                                      | Dic.                                      | Anual                                     |
| ----------------------------------------- | ----------------------------------------- | ----------------------------------------- | ----------------------------------------- | ----------------------------------------- | ----------------------------------------- | ----------------------------------------- | ----------------------------------------- | ----------------------------------------- | ----------------------------------------- | ----------------------------------------- | ----------------------------------------- | ----------------------------------------- | ----------------------------------------- |
| Temp. máx. media (°C)                     | 6.2                                       | 9.1                                       | 14.2                                      | 21.0                                      | 26.6                                      | 31.0                                      | 31.6                                      | 30.1                                      | 26.5                                      | 21.3                                      | 14.4                                      | 7.9                                       | 20.0                                      |
| Temp. mín. media (°C)                     | -2.6                                      | -0.5                                      | 3.9                                       | 9.8                                       | 15.1                                      | 20.1                                      | 23.1                                      | 21.8                                      | 16.8                                      | 10.4                                      | 4.0                                       | -1.2                                      | 10.1                                      |
| Precipitación total (mm)                  | 11.8                                      | 16.1                                      | 28.7                                      | 31.7                                      | 53.5                                      | 71.2                                      | 147.0                                     | 94.9                                      | 48.4                                      | 33.1                                      | 21.2                                      | 14.1                                      | 571.7                                     |
| Fuente: MSN 气象 10 de octubre de 2010    |                                           |                                           |                                           |                                           |                                           |                                           |                                           |                                           |                                           |                                           |                                           |                                           |                                           |

## Ciudades hermanas
- Petropavl, Kazajistán.
- Taió, Santa Catarina.

## Tal vez te interese
Zhoukoudian un sitio arqueológico de la ciudad de Beijing, formado por un sistema de cavernas.